# Помрой, Теодор Медад
Теодор Медад Помрой (31 декабря 1824 - 23 марта 1905) - американский  бизнесмен и политический деятель XIX века из Нью-Йорка. Занимал должность 26-о спикера Палаты представителей США в течение одного дня с 3 марта 1869 года по 4 марта 1869 года. Данный срок является самым коротким сроком пребывания в данной должности в истории США.

## Ранняя жизнь и образование
Теодор Медад Помрой родился 31 декабря 1824 года. Его детство прошло в Эльбридже, штат Нью-Йорк, куда он переехал, когда ему было девять лет. Он получил образование в Академии Монро и в 15 лет поступил в Гамильтон-Колледж. Он закончил учёбу в 1842 году в возрасте 17 лет и попал в первый дивизион из 6 человек в классе из 24 человек

## Карьера

### Юридическая карьера
В мае 1843 года в возрасте 18 лет он покинул родительский дом в Каюге и переехал в Оберн , где он поступил в фирму Beach & Underwood в качестве студента юридического факультета. В данной фирме он познакомился с Уильяма Х. Сьюардом советником фирмы, бывшим губернатором Нью-Йорка (с 1838 по 1842 год), а также Кристофером Морганом и Сэмюэлем Блатчфордом, будущими судьями Верховного суда США. 23 мая 1846 года Помрой сдал экзамен и был допущен к практике в качестве поверенного в штате Нью-Йорк.

### Политическая карьера
В 1847 году он вступил в партию вигов в Оберне. В 1851 году избран окружным прокурором от партии вигов. Помрой был переизбран снова в 1853 году и отбыл второй срок. В конце своего второго срока он был избран членом Ассамблеи Нью-Йорка от республиканской партии, чтобы представлять второй округ Каюги, а также позднее поработал в законодательном органе штате в 1857 году, но отказался от повторного назначения. В сентябре 1860 года он был выдвинут и избран республиканской партией в качестве представителя 25-го округа Конгресса, состоящего из округов Каюга и Уэйн в палату представителей США. 4 июля 1861 года Помрой занял свое место на дополнительной сессии на 37-й Конгрессе, созванном президентом США Авраамом Линкольном , сразу после начала гражданской войны. Корреспонденты вашингтонской газеты назвали его самым молодым членом в зале, которые описали его следующим образом:
«Мистер Помрой из Оберна невысокого роста, с проницательными черными глазами, особенно выразительным лицом и где-то почти умен, как цепная молния, по крайней мере, когда он имеет дело с демократией низшего закона. Он - один из самых энергичных и эффективных участников споров в Палате представителей, и он полон решимости проникнуться республиканством, которое нашло отражение в уже несколько устаревшем документе, известном как Декларация независимости. Львы пиратской Демократии тяжело переживают, когда попадают в его руки, и он иногда обращается с некоторыми старыми туманными республиканцами без перчаток».
Он был членом палаты представителей США в 1862, 1864 и 1866 годах от 24-го округа Конгресса, который включал округа Каюга, Уэйн и Сенека. 3 марта 1869 года, в последний полный рабочий день Помероя в конце 40-го Конгресса, Шайлер Колфакс, который должен был быть приведен к присяге в качестве вице-президента на следующий день, подал в отставку с поста спикера палаты представителей США. После его отставки палата представителей США приняла предложение объявить Помероя должным образом избранным спикером вместо Колфакса. Находясь у власти один день, это период вошёл в историю как самый короткий срок пребывания в должности из всех спикеров палаты представителей США.
После ухода из Конгресса Помрой ненадолго выбыл из политики. Он вернулся к общественной жизни в середине 1870 года и был избран мэром Оберна, штат Нью-Йорк, и занимал этот пост в период с 1875 по 1876 год, а затем в 1878 году стал членом Сената штата Нью-Йорк (25-й округ).

### Банковская карьера
После окончания войны по всей стране начался бум производства и промышленности. Весной 1866 года была организована компания Merchants Union Express Company для перевозки товаров с Элмором П. Россом в качестве президента, Уильямом Х. Сьюардом-младшим в качестве вице-президента, Джоном Н. Кнаппом в качестве секретаря, Уильямом К. Бердсли - казначей, а Помроем в качестве их поверенного. К октябрю 1866 года компания перевозила товары по основным железным дорогам США, а к началу 1867 года компания управляла сетью экспресс-линий по всем Соединённым Штатам. Огромный бизнес имел такие же огромные долги, и в 1868 г. компания была приобретена и слита с Американским союзом торговцев, ныне известной как компания American Express.
Помрой прододжил работать после объединения на посту первого вице-президента, а также в качестве советника учредителея Уильямом Фарго, а впоследствии его брата Уильяма, Дж. К. Фарго.

## Личная жизнь
4 сентября 1855 года, во время своего второго срока в качестве окружного прокурора, Помрой женился на Элизабет Лейтч Уотсон (1835–1892), второй дочери Роберта Уотсона из Оберна.
Сестра Элизабет, Джанет МакНил Уотсон (1839–1913), вышла замуж за Уильяма Х. Сьюарда-младшего (1839–1920) сына его партнёра по юридической деятельности.
В браке у них родилось пятеро детей.
Помрой ушёл из общественной жизни в 1879 году и жил на улице Дженеси, 168 в Оберне, где он и умер в 1905 году.
Гарриет Табмен была близким другом семьи, которая помогала заботиться о детях Помероя. Она также присутствовала на его похоронах, и сообщалось, что только её цветы и письмо были помещены в его гроб и похоронены вместе с ним.

## Потомки
Среди внуков Помероя сенатор от штата Нью-Йорк Роберт Уотсон Помрой (1902–1989), Джанет Помрой Эйвери (1891–1969), вышедшая замуж за Джона Фостера Даллеса (1888–1959), государственного секретаря США при администрации  президента США Дуайта Эйзенхауэра, и Джозефин Херрик (1897–1972), фотограф и педагог.